# Hastings (Oklahoma)
Hastings – miasto w Stanach Zjednoczonych, w stanie Oklahoma, w hrabstwie Jefferson.